# Sağlamtaş
Sağlamtaş (kurd. Çirik) ist ein Dorf im Landkreis Pülümür der türkischen Provinz Tunceli. Im Jahr 2011 lebten in Sağlamtaş 31 Menschen.
Der ursprüngliche Name der Ortschaft lautete Çirik mit der Bedeutung „kleiner Bach“.